# Ja, vi elsker dette landet
Ja, vi elsker dette landet er en norsk patriotisk sang, der blev skrevet af Bjørnstjerne Bjørnson (1832–1910) mellem 1859 og 1866. Melodien blev komponeret af hans fætter Rikard Nordraak (1842–66). Fra midten af 1860'erne til begyndelsen af det 20. århundrede overtog sangen gradvist pladsen som den anerkendte norske nationalsang. Sangen blev først officielt vedtaget som nationalsang i 2019; tidligere er flere andre sange blevet anset for nationalsange i Norge og i det meste af 1800-tallet var der andre mere populære sange, først og fremmest Norges Skaal og Sønner av Norge.
Første udgave af teksten blev trykt anonymt i Aftenbladet den 1. oktober 1859 under overskriften "Norsk Fædrelandssang". Den var dedikeret til kong Karl 15. af Sverige i anledning af Stortingets åbning. I 1863 blev en bearbejdet udgave trykt i Illustreret Nyhedsblad. I denne udgave blev den signeret, og kong Karl røg ud af billedet, både i dedikationen og i selve digtet. Den udformning digtet fik i Bjørnsons digtsamling Digte og Sange fra 1870, er anerkendt som den endelige version. Da havde den otte strofer og optrådte under navnet "Ja, vi elsker". Bjørnstjerne Bjørnsons fætter Rikard Nordraak komponerede antagelig melodien til "Ja, vi elsker" for mandskor i efteråret 1863, mens han studerede i Berlin. Han var da 21 år gammel.
Sangen blev første gang sunget offentligt den 17. maj 1864 på Eidsvoll af 24 sangere i forbindelse med grundlovens 50-årsjubilæum: 12 af sangerne kom fra Den norske Studentersangforening (Norges ældste kor), 8 fra Handelsstandens Sangforening og 4 fra Kristiania Haandverker Sangforening. Samme dag blev den gentaget i Christiania af et mandskor på ca. 200 sangere. Dermed blev traditionen med korsang fra hovedtrappen foran universitetet i hovedstaden den 17. maj etableret. Flere tusinde tilhørere skal have hørt denne koncert.
Frem til begyndelsen af 1900-tallet blev både Sønner av Norge og Ja, vi elsker dette landet anvendt som nationalsang, men Sønner av Norge blev mest brugt i officielle sammenhænge.

## Historie
Bjørnstjerne Bjørnsons fædrelandsdigt blev til i takt med den norske national- og selvstændighedsfølelses udvikling i løbet af 1800-tallet. Den tidligste udgave fra 1859 blev til som følge af en en krise i forholdet mellem Norge og unionspartneren Sverige. Krisen opstod af den norsk-svenske kong Karl 15.s udnævnelse af en ny statholder for Norge. Nordmændene ønskede ikke dette embede, som de mente, understregede Norges underlegenhed i unionen.
Bjørnson var på dette tidspunkt politisk redaktør på den liberale avis Aftenbladet. Da unionskongen Karl 15. i efteråret 1859 kom til hovedstaden Christiania for at åbne Stortinget, publicerede Bjørnson anonymt den 1. oktober på avisens første side digtet "Norsk Fædrelandssang tilegnet Norges Konge Hans Majestæt Kong Karl". Han skrev altså ikke "Norges og Sveriges konge", et valg som understregede digterens syn på fædrelandets selvstændighed. I denne form indeholdt digtet en strofe, hvor Bjørnson bad kongen om at opretholde norsk selvstændighed i unionen.
Få år senere blussede den gamle konflikt mellem Danmark og Tyskland om hertugdømmerne Slesvig og Holsten op på ny. Bjørnson bearbejdede da digtet og tilpassede det situationen. Bl.a. fjernede han strofen om kong Karl, ændrede titlen til "Fædrelandssang" og skrev to nye strofer om betydningen af skandinavisk sammenhold, forlig og forsoning. Digtet blev den 20. december 1863 trykt i Illustreret Nyhedsblad, hvor man bl.a. kunne læse disse nye linjer: "nu vi staa tre Brødre sammen / og skal saadan staa!" Med disse linjer pegede Bjørnson på, at de tre skandinaviske lande måtte stå sammen og støtte hinanden. Manuskriptet, som ligger til grund for denne udgave, er det eneste nordmændene kender til deres nationalsang. Det tilhører i dag Gunnerusbiblioteket, Universitetsbiblioteket i Trondheim.
Men digteren bearbejdede sin fædrelandshyldest endnu en gang. I løbet af 1860'erne var konflikten mellem parterne i unionen atter blusset op, knyttet til både svenske og norske forsøg på at redigere den norske grundlov til en mere unionsvenlig version. Bjørnsons protester mod disse tendenser blev bl.a. udtrykt i digtet. Da han i 1870 udgav sin eneste digtsamling Digte og Sange, indeholdt bogen det tidligere fædrelandsdigt i ny version, nu under titlen "Sang for Norge". Her understreger Bjørnson nordmændenes vilje til forsvar af landets fred og frihed, da han skriver "vi heller landet brænte, / end det kom til fald". Det er denne tredje hovedversion af digtet, med otte strofer, som er blevet stående som Norges nationalsang.

## Moderne syn på teksten
Teksten har vært genstand for mange tolkninger. En omfattende præsentation af tekst og musik foreligger i bogen Historien om ja, vi elsker. Teksten handler først og fremmest om norsk historie frem til 1864, men har også et fremtidsperspektiv.
Andre syn på teksten er fremført af bl.a. førsteamanuensis i nordisk sprogvidenskab Roger Lockertsen. Ifølge ham formidler teksten "et gammeldags innhold med et totalt utdatert kvinnesyn, og syn på krig og fred«. Han bruger som eksempel udtrykket »også vi, når det blir krevet, for dets fred slår leir", som "handler om å lage en militærleir. Det høres fredelig ut, men er det ikke". Som eksempel på sangens kvindesyn fremhæver han linjerne "alt hva fedrene har kjempet, mødrene har grett" og "kvinner selv sto opp og strede som de var menn". Lockertsen peger på, at sangen i dag meget sjældent synges i sin helhed, og udtaler at "jeg tror ikke folk vet hva sangen handler om".
Forfatteren Tore Renberg mener, at sangen er en "pompøs nationalforherligelse og dårlig poesi" og kalder sangen "den pinligste og mest selvgode av en rekke dårlige sanger" som "representerer en ekkel og farlig nasjonalisme".
Teksten kan tydeligvis læses på flere måder. I boken Bjørnsons sangskatt læses følgende, som også rummer et moderne syn på sangen: »Forbilder finnes selvsagt i andre nordiske nasjonalsanger, men "Ja, vi elsker" skiller seg ut gjennom sine pregnante bilder, sitt enkle ordvalg og sin prunkløshet. De tre første strofene uttrykker kjærlighet til land og folk og minner om hvordan historiens konger og hærførere, og likedan menige kvinner og menn i bygd og by har beskyttet sitt fedreland. Ikke bare vinnerne er i fokus, men like mye, eller mer, de mange fra de "tusen hjem". Det er disse som har bidratt til å bygge Norge, også med sine tårer. Selv om krise og krig danner bakteppe for de ulike tekstversjonene av "Ja, vi elsker", betoner de åtte strofene etiske verdier som ansvarlighet, samhold, trofasthet, historisk bevissthet, fredsvilje, forlik, utholdenhet, tillitsfullhet, forsakelse, skamfølelse og gudstro. Det må være unikt at en nasjonalsang nevner ordet skam og streifer tanken om at man kan ha sviktet noen. Å spore internasjonal empati i en nasjonalsang er usedvanlig." 
Erik Hillestad har skrevet en alternativ tekst til Nordraaks melodi, som imidlertid let kan opfattes som satire. Ole Paus' sang "Mitt lille land" fik en central funktion ved mindehøjtidelighederne efter Terrorangrebene i Norge 22. juli 2011 og blev omtalt som "den nye nasjonalhymne". Den 17. maj 2012 åbnede NRK sin sending med "Mitt lille land".
Selv om der findes kritiske tolkninger af nationalsangen og "Ja vi elsker" som en ikke er en officielt vedtaget nationalsang, har ingen sange indtil nu været i nærheden af at opnå samme status.

## Nordraaks komposition
Melodien blev skrevet for mandskor af Bjørnsons 21-årige fætter, Rikard Nordraak. Nordraaks renskrevne manuskript tilhører Nasjonalbiblioteket og stammer sandsynligvis fra efteråret 1863. Komponisten har brugt den oprindelige tekstversion fra 1859 som grundlag. Sangen blev første gang sunget offentligt 17. maj 1864 ved 50-årsjubilæet for den norske grundlov af 1814. 24 sangere fra hovedstadens tre største og ældste mandskor, Den norske Studentersangforening, Kristiania Haandverker Sangforening og Handelsstandens Sangforening, fremførte den på Eidsvoll, hvor grundloven var underskrevet. Senere på dagen blev sangen gentaget i Christiania af et større kor på 200 sangere, nu også fra turnernes sangforening. Sangen blev en stor succes og blev allerede fra efteråret 1864 brugt ved offentlige markeringer og omtalt som fædrelandssangen. Både tekst og melodi kom hurtigt ind i alle sangbøger og -hæfter. Da den første lydoptagelse blev gennemført i begyndelsen af 1900-tallet, begyndte sangen at blive indspillet flere steder, både i Norge og i udlandet.

## Udgivet som mandskorsang i 1864
Mandskordirigenten Johan Diederich Behrens har ejet musikmanuskriptet og har noteret i det både med pen og blyant. I anden halvdel af 1800-tallet udgav Behrens flere serier med mandskorsange, de fleste i hans "Samling af flerstemmige Mandssange for større og mindre Sangforeninger". "Ja, vi elsker" (under titlen Fædrelandssang) var den første af Nordraaks mandskorsange som blev trykt i denne samlingen, der udkom hæftevis i efteråret 1864.
Behrens brugte Nordraaks manuskript som grundlag og tog delvist hensyn til Bjørnsons tekstrevision fra 1863 og lod de ændringer, han selv indførte i manuskriptets nodebillede, komme med i den trykte udgave.
Nordraak gav ikke "Ja, vi elsker" nogen tempo- eller karakterbetegnelse. Det var Behrens som tilføjede en anvisning om et marschpræg i Nordraaks manuskript og i den første trykte version af melodien. Bjørnson kaldte selv sin fædrelandssang en "hymne" og skal flere gange have protesteret mod en hurtig fremføring. Nordraaks egne små retningslinjer peger i retning af, at han ikke ønskede sangen sunget for hurtig og bastant. Det kan tyde på, at komponisten har villet understrege eftertanke snarere end gennemslagskraft.

## Tekst
Bjørnson skrev digtet på norsk, som fortsat var påvirket af dansk. Moderne versioner vil derfor være en kombination af ønsket om at følge Bjørnsons stavemåde og rim og rytme i digtet og ønsket om at lave det om til nutidens norske bokmål og nutidige udtale. Tegnsætningen varierer også lidt mellem de forskellige udgivelser, hovedsagelig brugen af tankestreg, komma og punktum. Alt det betyder, at der findes mange versioner af digtet, særligt vers 1, 7 og 8 som bliver sunget og trykt oftest.
Ved sang gentages de to sidste linjer, og ved anden repetition gentages også de sidste to stavelser i linje 7.
Tekst: Bjørnstjerne Bjørnson,
melodi: Rikard Nordraak.
| Delvist moderniseret tekst 1. Ja, vi elsker dette landet, som det stiger frem, furet, værbitt over vannet, med de tusen hjem. Elsker, elsker det og tenker på vår far og mor og den saganatt som senker drømme på vår jord. 2. Dette landet Harald berget med sin kjemperad, dette landet Håkon verget, medens Øyvind kvad; Olav på det land har malet korset med sitt blod, fra dets høye Sverre talet Roma midt imod. 3. Bønder sine økser brynte hvor en hær drog frem; Tordenskiold langs kysten lynte, så den lystes hjem. Kvinner selv stod opp og strede som de vare menn; andre kunne bare grede, men det kom igjen! 4. Visstnok var vi ikke mange; men vi strakk dog til, da vi prøvdes noen gange, og det stod på spill; ti vi heller landet brente enn det kom til fall; husker bare hva som hendte ned på Fredrikshald! | 5. Hårde tider har vi døyet, ble til sist forstøtt; men i verste nød blåøyet frihet ble oss født. Det gav faderkraft å bære hungersnød og krig, det gav døden selv sin ære – og det gav forlig. 6. Fienden sitt våpen kastet, opp visiret fór, vi med undren mot ham hastet; ti han var vår bror. Drevne frem på stand av skammen gikk vi søderpå; nå vi står tre brødre sammen, og skal sådan stå! 7. Norske mann i hus og hytte, takk din store Gud! Landet ville han beskytte, skjønt det mørkt så ud. Alt hvad fedrene har kjempet, mødrene har grett, har den Herre stille lempet, så vi vant vår rett. 8. Ja, vi elsker dette landet, som det stiger frem, furet, værbitt over vannet, med de tusen hjem. Og som fedres kamp har hevet det av nød til seir, også vi, når det blir krevet, for dets fred slår leir. |

### Verset om Karl 15.
Bjørnsons første version af digtet indeholdt seks strofer: de strofe 1-4 og 7. Den sjette strofe, som Bjørnson senere fjernede, kom mellem strofe 4 og 7. Strofen hyldede kon Karl 15., der lige havde fulgt sin far som konge i juli 1859. Men under de politiske begivenheder i foråret 1864 (hvortil han skrev nye strofer om det nordisk fællesskab), passede hyldesten ikke længere ind i sangen.
| Nu gror bare Aks i Vejen for hin Ufredsmand, Frihed svinger glad fra Hejen mod vort Naboland! Kongen selv staar stærk og aaben som vor Grænsevagt, og hans allerbedste Vaaben er vor Broderpagt. |

"Broderpagten", teksten refererer til, var en militær traktat mellem mellem Norge, Sverige og Danmark om at komme hinanden til hjælp, hvis ét af landene skulle komme under militært angreb. Netop et sådant angreb skete, da preussiske tropper invaderede Sønderjylland i februar 1864, hvor ingen af de allierede parter kom Danmark til hjælp. Dette brud på "Broderpagten" lagde én gang for alle låg på mange drømme om et forenet Skandinavien.

### Fodnoter til teksten[5][12]
1. ↑  Tekst, staving og tegnsætning følger Bjørnstjerne Bjørnson, Samlede verker, Bind IV, s. 278-280, ISBN 82-05-23483-3, hvor sproget kun er lidt revideret ift. Bjørnsons originale tekst.
2. ↑  Norges furede og vejrbidte landskab, som, set fra havet, stiger op over horisonten.
3. ↑  Slaget i Hafrsfjord og samlingen af Norge.
4. ↑  rad: fylking af krigere.
5. ↑  Håkons gentagne forsvar af Norge mod sine danske slægtninge.
6. ↑  Hákonarmál.
7. ↑  Olavs blodige kristning af Norge.
8. ↑  høye: højder, højdedrag.
9. ↑  Sverres konflikt med paven i Rom hvor han hævder, at kongen bestemmer over kirken, ikke omvendt.
10. ↑  Bøndernes angreb i slaget ved Kringen og deres standsning af »Skottetoget«.
11. ↑  Tordenskjolds mange angreb på svenske krigsskibe, bl.a. Slaget i Dynekilen.
12. ↑  »Den« refererer til »en hær« som bliver slået tilbage og sendt hjem.
13. ↑  strede (at stride): kæmpede. – Kvindernes bidrag under de Dansk-Norske krige. Bl.a. med varsling af skottehæren ved Slaget ved Kringen og af Anna Colbjørnsdatter ved Slaget på Norderhov.
14. ↑  det kom igjen: det var ikke forgæves.
15. ↑  Slaget om Halden og indbyggerne som satte ild til byen for at jage svenskene bort.
16. ↑  Engelsk blokade af norskekysten under Napoleonskrigene, kombineret med dårlige afgrøder.
17. ↑  Freden i Kiel hvor Norge blev givet fra Danmark til Sverige.
18. ↑  Oprettelsen af Grundloven i 1814 og Norges korte tid som uafhængig nation.
19. ↑  Eidsvollsmændene.
20. ↑  Krigen mod Sverige 1814.
21. ↑  Våbenhvilen den 14. august 1814.
22. ↑  Krigen i 1814 er den sidste krig, Sverige har ført.
23. ↑  visir: hjelmgitter til at slå ned foran ansigtet på en rustning.
24. ↑  Sverige, »söta bror«.
25. ↑  på stand: straks.
26. ↑  De mange møder, bl.a. studentersamlingerne, med svenskere og danskere i sydlige byer. Bjørnson mente også, at Norge og Sverige burde støtte Danmark i den 2. Slesvigske Krig og stå sammen som brødre.
27. ↑  lempe: mildne, tilpasse, ordne.
28. ↑  Norge som en fri, selvstændig og uafhængig nation (1905).
29. ↑  Om nødvendigt kæmpe eller gå i krig for at bevare freden og Norges frihed.

## Kontroverser
I 1905 blev Den svensk-norske union opløst efter mange års norsk kamp for lighed mellem de to stater, som det var blevet fastsat i Eidsvoll-forfatningen 1814. Det norske Stortings ensidige erklæring af unionens opløsning den 7. juni 1905 forårsagede volsomme svenske reaktioner, der bragte de to stater på randen af krig dette efterår. I Sverige blev de efterkrigs-konservative modarbejdet af Socialdemokraterne, hvis ledere Hjalmar Branting og Zeth Höglund talte for forsoning og fredelige løsninger af striden. De svenske socialister sang Ja, vi elsker dette landet for at vise deres støtte af nordmændenes ret til unionens opløsning.
Under 2. Verdenskrig blev sangen både brugt af den norske modstandsbevægelse og den nazistiske besættelsesmagt som brugte den som propaganda. Til sidst forbød tyskerne sangen.
I maj 2006 foreslog den multikulturelle avis Utrop, at nationalsangen bør oversættes til Urdu, som er modersmål for de fleste indvandrere i Norge. Redaktørens idé var, at folk med anden etnisk baggrund burde være i stand til at ære deres nye land med hengivenhed, selvom de ikke taler flydende norsk. Dette forslag blev videderegivet til andre – og mere læste – aviser, men et medlem af Stortinget kaldte forslaget "integrering i revers" og en fortaler for idéen modtog bunker af hade-mails, der kaldte hende en forræder og endda truede hende med halshugning.

## Indspilninger (i udvalg)
- 2:den Brigades Musikkorps. Indspillet i 1907. Udgivet på den akustiske 78-plade Zonophone 70039.
- 2nden Divisions Musikkorps. Udgivet på de akustiske 78-plade Gramophone 7-280143, Gramophone X 97 og på His Master's Voice A.L. 327.
- Halfdan Rode. Udgivet på den akustiske 78-plade Gramophone 2-82806.
- Herman Ivarson med akk. (trp., vln. og hammondorgel). Arr.: Herman Ivarson. Udgivet på 78-pladen Victor V-15066 i 1941.
- Sangselskapet «A Capella» Dir.: Hans Solum. Indspillet i Oslo den 26. marts 1943. Udgivet på 78-pladen Telefunken T-8476.
- Bjølsen Ungdomskorps Dir.: Musikkløytnant Lorang Andresen. Indspillet i Oslo i april 1949. Udgivet på 78-pladen His Master's Voice A.L. 2989.
- Den norske Studentersangforening Dir.: Sigurd Torkildsen. Udgivet på 78-pladen Musica A 3085.
- Akademisk korforening. Dirigent: A. Hegstad. Indspillet i Universitetets aula, Oslo, den 18. marts 1956. Udgivet på 78-pladen His Master's Voice AL 6013 og på EP-platen HMV 7EGN 2.
- Kampen Janitsjar. Indspillet den 22. april 1968. Udgivet på EP-pladen RCA REP 414.
- Det Norske Solistkor. Dirigent Grete Pedersen. Indspillet på Oslo Rådhus den 29. november 2005. Bruges af NRK og TV 2 efter nytårstalerne.[16] Optagelse tilgænglig på YouTube.